# Varnae
Varnae es un personaje ficticio que aparece en los cómics estadounidenses publicados por Marvel Comics. Creado por Steve Perry y Steve Bissette, el personaje apareció por primera vez en Bizarre Adventures #33 (diciembre de 1982). Varnae es un vampiro villano que ha sido adversario de varios de los héroes sobrenaturales y relacionados con la fantasía de Marvel, y es un personaje importante en el mito de Drácula de Marvel. El lleva el nombre del predecesor literario de Drácula, Varney el vampiro.

## Historial de publicaciones
Varnae apareció por primera vez en Bizarre Adventures #33 (diciembre de 1982), y fue creado por Steve Perry y Steve Bissette.
La participación de Varnae en el origen de Drácula fue una reversión de la versión original de Marvel del origen de Drácula. Según el origen dado en Dracula Lives! # 2 y 3, Drácula se convirtió en el Señor de los Vampiros al matar a Nimrod, que tenía el título antes que él. Al revisar los personajes en la revista en blanco y negro Bizarre Adventures, Steve Bissette y John Totleben decidieron ir más atrás y crear un padre digno para Drácula, e insertaron a Varnae en una versión más oscura de la historia de Dracula Lives!. Mucho más tarde, el escritor Roy Thomas revisó el personaje de Varnae mientras escribía Conan el Bárbaro y Doctor Strange a principios de la década de 1990. Thomas agregó la historia del personaje como un atlante y un enemigo de Conan y Red Sonja en el primero, y revivió al personaje en la modernidad en la historia de "Versos Vampíricos" en el segundo. La historia de Varnae se desarrolló aún más con la incorporación de las batallas con Thor (en Marvel Comics Presents) y Aamshed (en la miniserie de 2005 La tumba de Drácula).
Varnae apareció como parte de la entrada "Vampiros" en el Manual Oficial del Universo Marvel Edición Deluxe #20.

## Biografía ficticia
Varnae era un hechicero de la antigua Atlantis que era miembro del culto de los Darkholders. Los otros Darkholders usaron el tomo Darkhold para transformar a Varnae en el primer vampiro de la Tierra, pero él se volvió contra ellos cuando intentaron usarlo como arma contra su némesis, el Rey Kull. Varnae se convirtió en el Señor de los Vampiros y conservaría ese título durante milenios. Cuando la Atlantis se hundió bajo el mar durante el Gran Cataclismo, Varnae entró en un estado de animación suspendida y despertó miles de años después durante la Era Hiboria. Allí, luchó contra Conan el Bárbaro y sus aliados Red Sonja y Zula, pero fue obligado a irse por la magia de Zula.En la antigua Sumeria, alrededor del año 2000 a. C., Varnae y la hechicera Aamshed crearon un hechizo que podía magnificar el poder de un vampiro, pero Aamshed modificó el hechizo para que solo pudiera lanzarse en la tierra natal de un vampiro (que, en el caso de Varnae, ya no existía), y solo pudiera lanzarse cada 2000 años. Cuando llegó la siguiente oportunidad de lanzar el hechizo alrededor del año 1 d. C., Varnae intentó resucitar místicamente la Atlantis, pero Aamshed frustró sus planes. Durante la era vikinga, Varnae viajó a América del Norte, donde descubrió una colonia de vikingos y luchó contra el dios nórdico Thor.
En la época moderna, la sacerdotisa vudú Marie Laveau buscó la sangre de un vampiro; a ella le habían dado una poción en el siglo XIX por el inmortal Cagliostro que la haría temporalmente eterna, pero cada trago de la poción requería la sangre de un vampiro. Doctor Strange, el Hechicero Supremo de la Tierra, había usado previamente la Fórmula Montesi de Darkhold para destruir a todos los vampiros de la Tierra (incluido Drácula) y evitar que se crearan más vampiros. Aunque Laveau alguna vez había podido obtener sangre de vampiro a través del viaje en el tiempo, en su lugar trató de deshacer la Fórmula Montesi para poder obtener sangre de vampiro más fácilmente. Trató de lanzar los Versos Vampíricos del Libro de los Vishanti de Strange para contrarrestar por completo la Fórmula Montesi. Cuando eso falló, ella usó el Darkhold para recrear al Señor de los Vampiros, pero en lugar de resucitar a Drácula como se esperaba, revivió a Varnae. Varnae luchó contra Strange, Laveau y el Hermano Vudú hasta detenerlos, y se fue con un respeto a regañadientes por Strange como némesis.
Varnae luchó más tarde contra varios de los aliados de Strange, John Blaze y los Nightstalkers. En su conflicto con los Nightstalkers, Varnae tomó el control de Bloodstorm (un clon de Drácula) y transformó al aliado de los Nightstalkers, Taj Nital, en un vampiro. En la batalla final, la hechicera Salomé, que había usurpado el título de Strange como Hechicero Supremo, liberó a Bloodstorm, y la batalla resultante terminó en una explosión que aparentemente mató a los Nightstalkers Frank Drake (un descendiente de Drácula) y Hannibal King (un vampiro).El Nightstalker restante, Blade, luchó contra Varnae y Drácula, que había renacido por la combinación de la sangre de Bloodstorm, King y Drake. Desde su renacimiento, Drácula ha vuelto a asumir el título de Señor de los Vampiros.
Durante la historia de "Blood Hunt", se descubre que hace eones, el robo de Varnae del Vibranium de los Fuegos de Ptah había provocado que él y sus seguidores se enfrentaran a Khonshu, Bast y sus compañeros dioses en la Enéada y los Orisha. Kokou el Eterno Ardiente luchó contra Varnae en su templo.También se revela que Varnae poseyó a Blade en algún momento e inició la Cacería de Sangre, transportó a Central Park el Templo de la Primera Blasfemia, un lugar del mal de la antigua Atlantis, capturó a Thor e intentó capturar al Darkhold viviente para que pudiera terminar lo que comenzó hace eones, para convertirse en la Fuerza Oscura No Muerta.

## Poderes y habilidades
Varnae tiene fuerza sobrehumana, resistencia, durabilidad, velocidad, agilidad y reflejos. Además, también posee curación acelerada, hipnotismo, cambio de forma, telepatía e inmortalidad.

## Recepción
- En 2021, Screen Rant incluyó a Varnae en su lista "Marvel: 10 vampiros más poderosos".[10]
- En 2022, CBR.com clasificó a Varnae en el quinto lugar en su lista de los "10 vampiros más importantes de Marvel".[11]